# Liste des épisodes d'Orange Is the New Black
Cet article présente la liste des épisodes de la série télévisée américaine Orange Is the New Black.

## Panorama des saisons
| Saison | Saison | Nombre d'épisodes | Diffusion originale sur Netflix |
| ------ | ------ | ----------------- | ------------------------------- |
|        | 1      | 13                | 11 juillet 2013                 |
|        | 2      | 13                | 6 juin 2014                     |
|        | 3      | 13                | 12 juin 2015                    |
|        | 4      | 13                | 17 juin 2016                    |
|        | 5      | 13                | 9 juin 2017                     |
|        | 6      | 13                | 27 juillet 2018                 |
|        | 7      | 13                | 26 juillet 2019                 |

## Première saison (2013)
1. Je n'étais pas prête (I Wasn't Ready)
2. La Boulette (Tit Punch)
3. Traitement de faveur refusé (Lesbian Request Denied)
4. Ennemis imaginaires (Imaginary Enemies)
5. La Poule (The Chickening)
6. Le Conseil (WAC Pack)
7. Les Beignets de la colère (Blood Donut)
8. La Mule de Moscou (Moscow Mule)
9. Sacrée Fête de merde (Fucksgiving)
10. Bora Bora Bora
11. Costaud mais sensible (Tall Men With Feelings)
12. Trompe-moi une fois (Fool Me Once)
13. Folle un jour, folle toujours (Can't Fix Crazy)

## Deuxième saison (2014)
Le 27 juin 2013, Netflix a renouvelé la série pour une deuxième saison mise en ligne le 6 juin 2014.
1. L'Oiseau assoiffé (Thirsty Bird)
2. Bleu de couleur, rouge de saveur (Looks Blue, Tastes Red)
3. La douceur est parfois trompeuse (Hugs Can Be Deceiving)
4. Les Mystères du corps (A Whole Other Hole)
5. Les paris sont ouverts (Low Self Esteem City)
6. Et on mange une pizza (You Also Have a Pizza)
7. Comic Sans (Comic Sans)
8. Des pots tout à fait ordinaires (Appropriately Sized Pots)
9. Ivre de liberté (40 OZ of Furlough)
10. Petite Merde moustachue (Little Mustachioed Shit)
11. Les Valeurs au rencart (Take a Break from Your Values)
12. La Tempête (It Was the Change)
13. C'est comme ça qu'on est poli (We Have Manners. We're Polite.)

## Troisième saison (2015)
La saison 3 est en ligne depuis le 12 juin 2015 sur Netflix.
1. La Fête des mères (Mother's Day)
2. Punaises et Autres Désagréments (Bed Bugs and Beyond)
3. L'empathie est un tue-l'amour (Empathy is a Boner Killer)
4. Le Droit Chemin (Finger in the Dyke)
5. Poudre aux yeux (Fake it Till You Fake it Some More)
6. Ching Chong Chang (Ching Chong Chang)
7. Sans voix (Tongue-Tied)
8. La Peur et d'Autres Odeurs (Fear and Other Smells)
9. Où est mon Dreidel ? (Where my Dreidal At?)
10. Des Lolos et des Poils (A Tittin' and a Hairin')
11. Ce héros en chacun de nous (We Can Be Heroes)
12. Ne me force pas à me lever (Don't Make Me Come Back There)
13. Ne fais confiance à personne (Trust No Bitch)

## Quatrième saison (2016)
En avril 2015, avant même le début de la saison 3, Netflix a annoncé une quatrième saison. Son tournage a commencé en juin 2015 et la saison est sortie le 17 juin 2016.
1. Un ami encombrant (Work That Body for Me)
2. La Loi du plus fort (Power Suit)
3. Confessions ((Don't) Say Anything)
4. Docteur Psycho (Doctor Psycho)
5. Nous aurons toujours Baltimore (We'll Always Have Baltimore)
6. Grosse m*** (Piece of Shit)
7. C'était mieux dans ma tête (It Sounded Nicer in My Head)
8. On a toutes besoin d'aide (Friends in Low Places)
9. Les Caprices de l'amour (Turn Table Turn)
10. Un lapin, un crâne, un lapin, un crâne (Bunny, Skull, Bunny, Skull)
11. Populaire (People Persons)
12. Les Animaux (The Animals)
13. Un toast grillé ne redevient jamais moelleux (Toast Can't Never Be Bread Again)

## Cinquième saison (2017)
La cinquième saison a été mise en ligne le 9 juin 2017.
1. Jamais là quand il faut (Riot FOMO)
2. Baiser, épouser, tuer (Fuck, Marry, Frieda)
3. Les pisseuses (Pissters!)
4. Litchfield a du talent (Litchfield's Got Talent)
5. Vas-y Effie, chante (Sing It, White Effie)
6. Épicées... et fumées (Flaming Hot Cheetos, Literally)
7. La touffe complète pour un demi-snickers (Full Bush, Half Snickers)
8. Ligotée sur la voie (Tied to the Tracks)
9. Frissons (The Tightening)
10. L'antiroi Midas (The Reverse Midas Touch)
11. Plus près de toi, Poussey (Breaking The Fiberboard Ceiling)
12. Tatouages, etc. (Tattoo You)
13. Avis de tempête (Storm-y Weather)

## Sixième saison (2018)
La sixième saison a été mise en ligne le 27 juillet 2018
1. L'histoire que j'ai apprise (Who Knows Better Than I)
2. Va y avoir du grabuge (Sh*tstorm Coming)
3. Pense à ta pomme (Look Out for Number One!)
4. C'est moi l'âne parlant (I'm the Talking Ass)
5. Drôle de farces (Mischief Mischief)
6. In utero (State of the Utérus)
7. Les choses changent (Changing Winds)
8. Jordan, ou pas (Gordons)
9. Brise le fil (Break the String)
10. Le nookie au chocolat (Chocolate Chip Nookie)
11. Ça prend une tournure sombre (Well This Took a Dark Turn)
12. Duos d'enfer (Double Trouble)
13. Libre arbitre (Be Free)

## Septième saison (2019)
La septième et dernière saison a été mise en ligne le 26 juillet 2019
1. Le début de la fin (Beginning of the End)
2. Privées de dessert (Just Desserts)
3. Une autre nuance d'orange (And Brown is the New Orange)
4. Perpète, mode d'emploi (How to Do Life)
5. Expulsion minoritaire (Minority Deport)
6. L'angoisse de l'ascenseur (Trapped in a Elevator)
7. Et moi aussi (Me as Well)
8. 13 à la douzaine (Baker's Dozen)
9. Le trou caché (The Hidey Hole)
10. La treizième (The Thirteenth)
11. Bienvenue aux États-Unis (God Bless America)
12. La taule (The Big House)
13. Tout le monde descend (Here’s Where We Get Off)